# Delara Darabi
Delara Darabi (en persan : دلارا دارابى ; née le 29 septembre 1986 – exécutée le 1er mai 2009), est une jeune femme iranienne reconnue coupable de meurtre sur la cousine de son père. 

## Parcours
Elle aurait été âgée de 17 ans au moment du crime. Au départ elle avait avoué le meurtre, mais a nié par la suite l'avoir commis. La victime, poignardée à mort, était mère de trois enfants.
Darabi, à 22 ans, avait passé cinq ans en prison après qu'on l'eut reconnue coupable d'avoir assassiné la riche cousine de son père. Elle avait commencé par avouer, avant d'expliquer par la suite que l'assassin était son petit ami : c'est lui qui aurait commis le meurtre pour voler l'argent de cette femme de 65 ans. Son petit ami l'aurait convaincue d'avouer, réussissant à la persuader qu'on ne l'exécuterait pas à cause de son âge.
Dans les cellules des condamnés à mort, Darabi s'est adonnée à la peinture et a réalisé plusieurs œuvres qui représentaient son incarcération et proclamaient son innocence. Une collection de ses travaux a été exposée à Téhéran par ses partisans qui faisaient campagne pour la libérer, puis une autre à Stockholm en avril 2007,. L'avocat de Darabi, Abdolsamad Khoramshahi, avait fait appel de la sentence, en rappelant que sa condamnation avait été fondée sur sa seule confession et que le verdict ne reposait sur aucune preuve manifeste.

## Biographie
Elle était née dans la ville de Rasht (province de Gilan, dans le nord-ouest de l'Iran), où elle étudiait au lycée avant son arrestation. Elle avait trois sœurs, elles aussi  nées à Rasht : Elaheh (21 ans), Ghazale et Sheida. Elaheh et Ghazale étaient étudiantes à l'université.
Selon Delara, l’assassinat de la cousine de son père serait l’œuvre de son petit ami de 19 ans dont elle était amoureuse. Delara Darabi a d'abord avoué le meurtre, mais est bien vite revenue sur ses aveux. Selon elle c’est Amir Hossein qui lui aurait demandé d'avouer que c'était elle la coupable pour qu'il ne risquât pas d'être exécuté ; elle croyait que, comme elle avait moins de 18 ans, on ne pouvait pas la condamner à mort.
Delara Darabi a été condamnée à mort en première instance à Rasht, sentence confirmée par la Cour suprême. Elle continué à se dire innocente affirmant qu'elle était sous l'influence de sédatifs au moment du cambriolage. À ce stade le Président de la Magistrature avait le pouvoir d'ordonner un sursis à exécution et un réexamen du cas. Amir Hossein aurait de son côté été condamné à 10 ans de prison pour complicité dans le crime.
Amnesty International a fait plusieurs déclarations publiques sur le cas de Delara,,,.
Delara était peintre et a écrit quelques poèmes pendant le temps qu'il lui restait à vivre. Elle se servait de ses peintures et de ses poèmes pour exprimer ses sentiments. En 2008 a eu lieu une exposition de ses peintures à Téhéran et une exposition analogue s'est tenue à Stockholm en avril 2007.
Elle a tenté de se suicider en se tailladant les poignets le 20 janvier 2007, mais sa camarade de cellule l'a remarqué et appelé à l'aide. On l'a envoyée d'urgence à l'hôpital où elle a été réanimée,.

## Pétitions pour demander sa grâce
Amnesty International avait pris des dispositions pour que des lettres fussent envoyées aux autorités iraniennes en faveur de Delara Darabi. Son nom figurait en tête de la pétition dans la Campagne Stop Child Executions.
Une pétition analogue avait été lancée pour une autre mineure iranienne, Nazanin Fatehi, qui risquait elle aussi l'exécution. Mais dans son cas son innocence a été reconnue et elle est sortie de prison le 31 janvier 2007. Son cas avait retenu l'attention du monde entier.

## Contexte diplomatique
L'Iran ayant souscrit à la Convention internationale sur les Droits Civils et Politiques (ICCPR) et la Convention internationale des droits de l'enfant (CRC), la diplomatie iranienne s'était engagée à ne pas exécuter des mineurs de 18 ans. Cela n'a pas empêché ce pays d'exécuter au moins 18 personnes pour des crimes commis avant cet âge. Dans la seule année 2005, en dépit de ce qu'avait préconisé en janvier le Comité des Nations unies des droits de l'enfant pour suspendre immédiatement cette pratique, au moins huit mineurs délinquants ont été exécutés, et parmi eux deux qui n'avaient pas encore 18 ans au moment de leur exécution. La dernière exécution d'un délinquant mineur cette année-là, un Tadjik de Rostam, a eu lieu le 10 décembre 2005, et par une ironie amère le jour désigné par l'ONU comme la Journée annuelle des Droits de l'homme .
Le 9 décembre Philip Alston, rapporteur spécial de l'ONU sur les exécutions extra-judiciaires, sommaires ou arbitraires, a fait la déclaration suivante : « À une époque où, pratiquement, tous les autres pays du monde ont, de façon claire et ferme, renoncé à l'exécution de personnes pour des crimes commis lorsqu'elles étaient mineures, l'approche iranienne est particulièrement inacceptable… Elle est d'autant plus choquante que non seulement l'obligation de s'abstenir de telles exécutions est claire et sans équivoque, mais que le Gouvernement de l'Iran avait déclaré lui-même qu'il cesserait cette pratique. » Au cours des quatre dernières années l'Iran a réfléchi effectivement à une législation qui pourrait interdire cette pratique, mais cela n'a pas empêché, au cours des deux dernières années, qu'augmentât le nombre de délinquants mineurs exécutés. Des commentaires récents dus à un porte-parole du pouvoir judiciaire laissent entendre que la nouvelle loi ne ferait qu'interdire dans quelques cas la peine capitale pour certains crimes commis par des mineurs.
Human Rights Watch et Amnesty International assurent que l'Iran exécute la plupart des jeunes contrevenants du pays, en violation de la convention de l'ONU sur les droits de l'enfant, qui interdit la peine capitale pour des crimes commis avant 18 ans.
Des avocats estiment à 130 le nombre des prisonniers qui attendent en Iran leur exécution pour des crimes commis quand ils étaient mineurs. Des militants accusent le pays d'essayer de cacher cette pratique en attendant que les contrevenants aient dépassé l'âge de 18 avant de les exécuter.

## Exécution
La plus haute autorité du système judiciaire avait accordé un sursis de quatre mois à l'exécution, mais les autorités de prison ont ignoré  ce délai. Delara a été exécutée par pendaison le 1er mai 2009, au petit jour dans la prison de Rasht, sans notification préalable à son avocat, et après un coup de téléphone désespéré de ses parents qui suppliaient qu'on la sauvât.